# Veatchita
La veatchita y la veatchita-p son dos minerales de la clase de los minerales boratos, y dentro de esta pertenecen al llamado “grupo de la veatchita”. Fue descubierta en 1938 en una mina del condado de Los Ángeles de California (Estados Unidos), siendo nombrada así en honor de John Veatch, la primera persona que detectó el boro en las aguas minerales de California.

## Características químicas
Ambos minerales son polimorfos con igual fórmula química, un filo-pentaborato hidroxilado e hidratado de estroncio, mientras que la "veatchita-A" es un polimorfo de ambos en el sistema cristalino triclínico que actualmente no es aceptado como mineral.

## Formación y yacimientos
Aparecen como minerales inusuales en yacimientos geológicos de rocas evaporitas formados por actividad volcánica, en forma de vetas cortando a la roca caliza.
Suele encontrarse asociado a otros minerales como: howlita o colemanita.